# Lysekils stad
Denna artikel handlar om den tidigare kommunen Lysekils stad. För orten se Lysekil, för dagens kommun, se Lysekils kommun.
Lysekils stad var en tidigare kommun i dåvarande Göteborgs och Bohus län.

## Administrativ historik
Den 6 juli 1900 erhöll Lysekils köping stadsprivilegier, dock med särskilda krav som skulle uppfyllas innan köpingen blev stad. Den 13 mars 1903 utnämndes borgmästaren och enligt reglerna skulle staden bildas månaden efter. Så skedde, och den 1 april 1903 ombildades köpingen till Lysekils stad, och hade hädanefter eget magistrat, rådhusrätt och stapelstadsrätt. 1931 inkorporerades Slättens municipalsamhälle. 1952 inkorporerades Lyse landskommun. 1971 gick staden upp i den då nybildade Lysekils kommun.
Lysekil var den sista stad i Sverige som fick egen jurisdiktion i form av magistrat och rådhusrätt. Redan 1938 blev staden dock lagd under landsrätt, i Sunnervikens tingslag.
Stadsförsamlingen Lysekils församling hade bildats som kapellförsamling 1700 som en utbrytning ur Lyse församling.

### Sockenkod
För registrerade fornfynd med mera så återfinns staden inom ett område definierat av sockenkod 1575 som motsvarar den omfattning  staden hade kring 1950.

## Stadsvapnet
Blasonering: I fält av silver två stolpvis ställda blå fiskar med ryggarna mot varandra och däröver en blå ginstam, belagd med tre sexuddiga stjärnor av silver. Detta vapen fastställdes av Kungl Maj:t den 25 maj 1905. Stjärnorna anknyter till traditionen att Lysekil förr i tiden ska ha använt sig av ett sigill med en stjärna. Denna stjärna skall antingen ha syftat på själva ortnamnet eller dess grundläggares namn, amiral Strömstierna. Fiskarna och den blå färgen syftar åter igen på ortens läge vid havet och fisket.

## Geografi
Lysekils stad omfattade den 1 januari 1952 en areal av 55,98 km², varav 55,50 km² land.

### Tätorter i staden 1960
I Lysekils stad fanns tätorten Lysekil, som hade 5 971 invånare den 1 november 1960. Tätortsgraden i staden var då 76,8 procent.

## Politik

### Mandatfördelning i valen 1919–1966
| 8 | 4 | 12 |

| 24 |

| 9 | 2 | 13 |

| 24 |

| 9 | 4 | 11 |

| 23 |

| 10 | 1 | 1 | 12 |

| 23 |

| 14 |  |  | 10 |

| 25 |

|  | 12 | 3 | 10 |

| 26 |

| 2 | 14 | 2 | 8 |

| 24 |

|  | 16 | 2 | 7 |

| 23 |

| 3 | 15 | 3 | 5 |

| 24 |

|  | 22 |  | 7 | 5 |

| 31 | 5 |

|  | 22 |  | 7 | 5 |

| 32 |

|  | 22 |  | 6 | 6 |

| 33 |

|  | 23 |  | 6 | 5 |

| 32 |

| 2 | 20 | 2 | 7 | 5 |

| 32 |